# Gymnogeophagus tiraparae
La castañeta (Gymnogeophagus tiraparae) es una especie de pez que integra el género Gymnogeophagus, de la familia Cichlidae. Se distribuye en el centro-este de América del Sur.

## Morfología
Los machos pueden llegar alcanzar los 15 cm de longitud total.

## Hábitat y distribución geográfica
Esta especie vive en cursos fluviales de aguas claras, de corriente moderadas a fuertes, y con fondos de arena.
Se encuentra en Uruguay y el sur del Brasil, en el centro-este de América del Sur. Habita en cursos fluviales del alto río Negro uruguayo, de la cuenca del bajo río Uruguay, perteneciente a la ecorregión de agua dulce Uruguay inferior, y en el río Tacuarí, cuenca de la laguna Merín, perteneciente a la ecorregión de agua dulce laguna dos Patos. Fue descrito originalmente en el año 2009 por los especialistas I. González-Bergonzoni, M. Loureiro, y S. Oviedo.

## Comportamiento
Alimentación
Es una especie omnívora, prefiriendo los invertebrados.
Reproducción
Junto con G. gymnogenys y G. australis, integra el llamado “grupo gymnogenys”, el cual se caracteriza por poseer, durante la época reproductiva un marcado dimorfismo sexual, ya que los machos desarrollan una giba adiposa sobre la cabeza, la que permite una fácil diferenciación de las hembras. También practica la poliginia, ya que un macho protege un territorio en donde mantiene un harem compuesto por varias hembras, con quienes copula. Luego de hacerlo, presenta otra característica destacada de este grupo: la incubación bucal de los huevos. El macho fecunda los huevos que las hembras depositan en el sedimento; posteriormente los introduce en su boca, pues allí serán incubados. Luego de que eclosionan, la hembra cuidará a los alevines ocultándolos en su boca, penetrando en esta prontamente en caso de peligro.

## Etimología
Gymnogeophagus viene del idioma griego, donde gymnos es 'desnudo', gea es 'tierra', y phaegein es 'comer'. El nombre específico de tiraparae se debe a María Luisa Tiraparé, quien fundó la ciudad desaparecida de San Borja del Yí, cerca de la primera localidad donde esta especie fue descubierta.